# NBCオウンド・テレビジョン・ステーションズ
NBCオウンド・テレビジョン・ステーションズ（NBC Owned Television Stations）（旧称:NBCローカル・メディア（NBC Local Media）及びNBCテレビジョン・ステーションズ・ディビジョン（NBC Television Stations Division、通称:TVSD））は、アメリカ・コムキャストの子会社であるNBCユニバーサル・オウンド・テレビジョン・ステーションズ（NBCユニバーサル）の一部門であり、NBC直営テレビ局、Cozi TVネットワーク、LXTV、社内のマーケティング及びプロモーション会社であるスカイキャッスル・エンターテインメント（Skycastle Entertainment）を監督している。NBCユニバーサルのテレムンド直営局は、別のテレムンド・ステーション・グループで運営される。

## 歴史

### NBCテレビジョン・ステーションズ・ディビジョン
NBCテレビジョンネットワークの直営テレビ局グループは、当初「NBCテレビジョン・ステーションズ・ディビジョン（NBC Television Stations Division、TVSD）」として結成された。
ニューヨーク市にあるWNBT（現：WNBC）は、アメリカで最も古くから継続的に運営されている民間テレビ局であり、1941年7月1日に最初に放送された。
その後、NBCは、1947年にワシントンD.C.にWNBW（現：WRC-TV）、1948年にシカゴにWNBQ（現：WMAQ-TV）とクリーブランドにWNBK（現：WKYC）、1949年にロサンゼルスにKNBH（現：KNBC）の4つの直営局を設立した。1955年5月、NBCは、フィラデルフィアのKYWラジオとWPTZテレビと引き換えに、WNBKとWTAM-AM-FMをウェスティングハウスに取引することに合意した。クリーブランドは当時、テレビとラジオのトップ10市場だったが、NBCは長い間、その持株をより大きな市場に「トレードアップ」したいと考えていた。また、フィラデルフィアは放送局を持たない最大の市場だった。スワップは1956年1月22日に公式になり、NBCはその事業（クリーブランドのスタッフの多くを含む）をフィラデルフィアに移し、WPTZはWRCV-TVになった。ウェスティングハウスはWNBK/WTAMの運営を引き継ぎ、同年2月13日にコールサインをKYW-AM-FM-TVに変更した。NBCは、1965年6月19日にクリーブランド放送局群の指揮を再開した。以前のWNBKとWTAMのIDを復元する代わりに、同局の新しいコールサインはWKYC-AM-FM-TVになった。これは、主にウェスティングハウスの放送局の管理に賛成するものである。NBCは後に1972年にWKYCラジオ局を売却し、1990年にはWKYC-TVの51％を売却し、1999年には残りの49％を売却した。
FCCが同ネットワークに対し、直営する保有資産をUHF放送局も含めるように拡大するよう奨励したため、NBCは1955年にニューヨーク州バッファローのWBUFを買収し、1956年にコネチカット州ニューブリテンのWKNB（現：WVIT）を買収した。その後、同ネットワークは1957年にWKNBをWNBC（New Britain, Connecticut）に名称変更した。しかし、当時UHFは放送に適していなかったため（当時の殆どのテレビにはUHFチューナーが装備されていなかったため）、NBCは10年間の終わりまでにバッファローとニューブリテンの両方の放送局を販売した。その後、NBCは、1997年に、現在のWVITであるニューブリテンの放送局を再購入した。
ゼネラル・エレクトリック（GE）は1986年にNBCを買収し、その結果、デンバーにあるGEの放送局、KCNC-TVが、NBCの直営局グループの一部になった。翌年、NBCは、マイアミの当時のCBS系列局であるWTVJを買収するための入札競争に勝った。NBCは、ネットワークの昼間のラインナップを大幅に先取りしたことで、長年の系列局であるWSVNに不満を持っていた。しかし、CBS及びNBCとのWTVJ及びWSVNのそれぞれの提携契約は、1988年12月31日まで失効しなかった。その結果、NBCは、WTVJをCBS系列として1年以上運営しなければならないという見通しに直面した。これはNBCとCBSのどちらにも上手く適合せず、どちらもWSVNの親会社であるサンビーム・テレビジョンに、同局のNBC提携契約を早期に終了するように働きかけた。しかし、サンビームは、1988年夏季オリンピックを含む同年のNBCの強力なスポーツ番組のラインナップを失いたくなかったため、口を閉ざした。その後、WTVJはNBC直営局になり、CBSはWCIX（現：WFOR-TV）の所有権を引き継ぎ、WSVNはWCIXからFOXの所属を引き継いだ。また1987年、ゼネラル・エレクトリックはKCNC-TVとWTVJの両方をゼネラル・エレクトリック・プロパティ・マネジメント（General Electric Property Management）からNBC自体に移管し、直営テレビ局になった。
1994年、NBCはソルトレイクシティのKUTVの過半数の支配権を引き継いだ。その同じ年、フォックス放送（FOX）は、ニュー・ワールド・コミュニケーションズとの複数年にわたる複数局の提携契約に合意し、その結果、ニュー・ワールドの殆どの放送局がFOXに切り替わった。これは、1994年から1996年のアメリカ国内のテレビ放送の再編成、全国的な一連の提携変更、今後数年間の他のマルチステーション提携契約を開始した。フィラデルフィアでは、ウェスティングハウス・ブロードキャスティングのCBSとの提携契約により、1995年にウェスティングハウス、CBS、NBCの間で3者間取引が行われた。ウェスティングハウスのフィラデルフィア局・KYW-TVがNBCからCBSに切り替わった。CBSは以前のフィラデルフィア局であるWCAU-TVをNBCに交換し、デンバーのKCNCとソルトレイクシティのKUTVと引き換えに、KUSAとKSL-TVはNBCと提携していた。フィラデルフィアでの交換は、CBSがWCAUをNBCに完全に売却した場合、巨額のキャピタル・ゲイン税法案に直面することを明らかにした時に延期された。
1996年、NBCはジ・アウトレット・カンパニーの放送局を買収し、オハイオ州コロンバスのWCMH、ロードアイランド州プロビデンスのWJAR、ノースカロライナ州ゴールズボロのWNCNを買収した。NBCはまた、1996年にニュー・ワールドと契約を結び、サンディエゴのKNSDとアラバマ州バーミングハムのWVTM-TVを買収した。
1997年、NBCとLINテレビジョン・コーポレーションは、ダラス・フォートワース複合都市圏のLINのKXASとNBCのKNSDでステーション・ベンチャー・ホールディングスを設立した。契約の一環として、LINはKXASの支配権をNBCに売却し、NBCは結果として生じるパートナーシップにKNSDを提供した。
サンフランシスコ・ベイエリアでは、NBCは長い間、「サンフランシスコ・クロニクル」の発行元であるデヤング一家から、系列局のKRONを購入しようとしていたが、デヤングらは毎回NBCのオファーを断った。1999年、デヤング一家は資産の清算を発表し、同ネットワークはKRONの入札戦争に突入した。NBCは最有力候補と見なされていたが、ヤング・ブロードキャスティングによって土壇場で高値を付けられた。NBCの社長兼最高経営責任者であるボブ・ライトは以前、NBCがKRONの購入に成功しなかった場合、NBCとの提携を維持したい場合は、将来の購入者が特定の条件を守る必要があると警告していた。ヤングが入札に勝った後、NBCは、系列局に支払うネットワークの当時の通常のモードではなく、逆報酬の形式であるヤングに年間1,000万ドルの支払いを要求した。ヤングはNBCの要求に屈するのではなく、2002年初めに失効する予定だったKRONの提携契約を拒否することにした。その後、KNTVはNBCにアプローチし、ネットワークの系列になるために年間3,700万ドルを支払うことを提案した。その後、NBCはKRONの提携が終了する直前の2001年12月にKNTVを完全に購入した。
2004年、ヴィヴェンディ・ユニバーサル・エンターテインメント（Vivendi Universal Entertainment、フランスの会社であるヴィヴェンディ・ユニバーサル、現：ヴィヴェンディの一部門）は、NBCの親会社であるゼネラル・エレクトリックに株式の80％を売却することを決定した。売却とその結果としての合併により、 NBCユニバーサルが形成された。新会社はGEが80％、ヴィヴェンディが20％を所有していた。NBCとユニバーサル・テレビジョンのテレビ部門が統合され、 NBCユニバーサル・テレビジョンが形成された。
2006年、NBCユニバーサルは、小規模市場で直営されている4つの放送局（WVTM、WNCN、WCMH、WJAR）をメディア・ゼネラルに売却した。

### NBCローカル・メディア
2007年11月、TVSDはその名前をNBCローカル・メディア（NBC Local Media）に変更した。
2008年3月、ローカル・メディアは、成長するウェブサイトとトップ10市場の放送局に焦点を当てることを決定し、マイアミのWTVJとハートフォードのWVITを売りに出した。ポスト＝ニューズウィーク・ステーションズは、WTVJを購入することに同意したことにより、WTVJとポスト＝ニュースウィークが所有するWPLGの間に複占が生じる。ただし、FCCの所有権規則では、視聴者シェア全体の観点から、単一の市場で最も評価の高い4つのテレビ局のうち2つを所有することは禁止されていた。当時のFCCの承認がなく、経済状況が悪かったため、WTVJの販売はキャンセルされた。WVITも売れ残りだった。
LXTVは2008年1月にローカル・メディアに買収され、3月にローカル・メディアの元外部販売およびマーケティング会社であるスカイキャッスル・エンターテインメントを買収した。NBCウェザー・プラスが同年後半に閉局された後、WNBCは、LXTV番組を使用して、2009年3月にNBCニューヨーク・ノンストップとして地域情報、ニュース、ライフスタイルの代替番組を開始した。2009年1月、ローカルメディアステーションとFOXテレビジョン・ステーションズは、2008年夏以降のテストの後、フィラデルフィア放送局群からローカルニュース共有サービスを開始した。2009年7月29日、NBCローカル・インテグレーテッド・メディア（NBC Local Integrated Media）は、標準の放送局拡張ウェブサイトを、nbccity.comウェブアドレスを使用する都市中心のウェブサイトに置き換えた。
2010年2月、NBC加盟局は、レストランのニュース、ブログ、および評論家向けの総合特集である新しいウェブサイトtheFeast.comを立ち上げた。The GoodsやThe 20などの追加の垂直ウェブサイトも立ち上げられた。放送局群は、ローカル・メディアによって、独自の専門ウェブサイトを開発するように奨励されている。The 20はトップの特別な関心のある記事のためのものであり、The Goodsは同年5月に立ち上げられた共同購入のウェブサイトである。
2010年後半から2011年初頭にかけて、さらに8つのNBC直営局が、3つのカリフォルニア州内の放送局を1つのネットワークとして含むノンストップデジタルサブチャンネル形式を採用した。各放送局のノンストップサブチャンネルには、8時間のローカル番組と、関連制作会社のLXTVのコア番組『トーク・ストゥープ』、『ファースト・ルック（First Look）』、『オープン・ハウス（Open House）』がある。

### NBCオウンド・テレビジョン・ステーションズ
2011年夏、同社は提携ケーブルチャンネルであるニューイングランド・ケーブルニュース（NECN）に代わって全国広告の販売を開始した。同年6月、ローカル・メディアの新社長であるヴァラリ・スターブは、会社名をNBCオウンド・テレビジョン・ステーションズ（NBC Owned Television Stations、NBCOTS）に変更した。
2011年11月3日、NBCOTSは、7つのローカルノンストップサブチャンネルが単一の国内ネットワークであるノンストップ・ネットワーク（Nonstop Network）になることを発表した。ネットワークはまた、現在ノンストップサブチャンネルを持たない放送局を他の市場に追加した。NBCの幹部は、独立したフォーマットのノンストップチャンネルは上手く機能しているが、24時間年中無休の個別の番組が必要であると述べた。ネットワークでは、昼間のレトロ番組の再放送と夜のライフスタイル番組が放送される。ローカル局は、全国番組を先取りすることができる。2012年7月までに、NBCはネットワークの名前を「Bob TV」またはその他の名前に変更することも検討していた。
2011年にコムキャストがNBCユニバーサルのGEから支配権を購入したことにより、NBC加盟局は、連邦通信委員会から非営利の報道機関とのパートナーシップ契約を結ぶよう求められた。TheFeastのウェブサイトは、同年11月にNBCUの関連会社DailyCandy.comに移管された。12月、4つのNBC加盟局が、KNSDとボイス・オブ・サンディエゴ（Voice of San Diego）の既存のパートナーシップをモデルにしたパートナーシップで、非営利のニュースパートナーを紹介した。
2012年4月のNECN広告パートナーシップの成功により、部門とコムキャスト・スポーツ・グループ（Comcast Sports Group）は、 コムキャスト・スポーツネットチャンネルとNBC所有局（ニューイングランド、ミッド・アトランティック、ノースウェスト、フィラデルフィア）の両方がある4つの追加市場でパートナーシップを全国に拡大した。同年10月24日、NBCOTSは、NBCノンストップネットワークをCozi TVとしてリニューアルすると発表した。このネットワークでは、クラシックなテレビ番組、映画、オリジナルの番組が放送される。
2013年2月、 LINメディアは、企業再編の一環としてNBCユニバーサルとのステーション・ベンチャー・オペレーションズ（Station Venture Operations）の合弁事業から撤退し、NBCユニバーサルにベンチャーの2つの放送局であるKNSDとKXAS-TVの100％の所有権を与えた。
2013年7月、NBCOTSとテレムンドの直営局グループは、NBCテレビジョン・ステーション社長のヴァラリ・スターブの下に新たに設立された部門であるNBCユニバーサル・オウンド・テレビジョン・ステーションズに統合され、NECNはNBC加盟局に移管された。2014年、テレムンドが所有するプエルトリコ・サンフアンにあるWKAQは、「NBCプエルトリコ（NBC Puerto Rico）」のブランドでデジタルサブチャンネルの1つで、ニューヨーク市の姉妹局WNBCの同時放送を開始し、WKAQも「事実上の」NBC所有の放送局になった（NBCユニバーサルの企業構造の下で、WKAQはNBCOTSではなくテレムンド所有の放送局グループの一部として残る）。
NBCが所有する4つの放送局が既に16:00のニュースを放送しているため、WNBC、KNBC、WTVJ、WVITも2016年5月に16:00のニュースを追加した。2020年現在、KNTVは独自の16:00のニュースを持たない唯一のNBC所有の放送局であるが、2022年9月に16:30のニュース放送が追加された。
2016年1月7日、NBCOTSは、2017年1月1日に、NBCが所有する放送局・NBCボストンをボストンに立ち上げ、系列局のWHDHに取って代わると発表した。当初、NBCはWNEUチャンネルで一次放送を行うと噂されていたが、11月1日、NBCはボストンエリアの中継局・WBTS-LDを使用し（WNEUの元オペレーターであるZGSコミュニケーションズから取得）、WNEUはDMAのニューハンプシャー州側のDT2チャンネルでNBCボストンを放送すると発表された。FCCの2016年のスペクトルオークションの後、NBCOTSは以前のWYCN-CDライセンスを購入したが、現在はWGBXとのチャンネル共有権があり、ボストン市場で強力な放送範囲を実現し、ニューイングランド東部のNBCOTSとテレムンド・ステーション・グループの資産全体で番組を再シャッフルし、NBC番組を新しいWBTS-CDに残し、WNEU及びWYCN-LDライセンスを主にスペイン語番組に戻した。

## 放送局
放送局は、放送地域免許のアルファベット順にリストされている。

### 現在
| 放送地域免許/市場                            | 放送局  | チャンネル TV（RF） | 所有開始                        | 二次直営ネットワーク |
| -------------------------------------------- | ------- | ------------------- | ------------------------------- | -------------------- |
| ロサンゼルス                                 | KNBC    | 4（36）             | 1949年                          | Cozi、LX             |
| サンディエゴ                                 | KNSD    | 39（17）            | 1996年                          | Cozi、LX             |
| サンノゼ/サンフランシスコ/オークランド       | KNTV    | 11（13）            | 2002年                          | Cozi、LX             |
| ニューブリテン/ハートフォード/ニューヘイブン | WVIT    | 30（31）            | 1997年 （初期:1956年 - 1960年） | Cozi、LX             |
| ワシントンD.C.                               | WRC-TV  | 4（34）             | 1947年                          | Cozi、LX             |
| マイアミ/フォートローダーデール              | WTVJ    | 6（31）             | 1995年                          | Cozi、LX             |
| シカゴ                                       | WMAQ-TV | 5（33）             | 1948年                          | Cozi、LX             |
| ボストン                                     | WBTS-CD | 15（32）            | 2018年                          | Cozi                 |
| ボストン                                     | NECN    | ケーブル            | 2009年                          |                      |
| ニューヨーク市                               | WNBC    | 4（35）             | 1941年                          | Cozi、LX             |
| フィラデルフィア                             | WCAU    | 10（28）            | 1995年                          | Cozi、LX             |
| サンフアン                                   | WKAQ-TV | 2.3（28）           | 2014年                          | テレムンド           |
| フォートワース/ダラス                        | KXAS-TV | 5（24）             | 1998年                          | Cozi、LX             |

1. 1 2 3 4  NBCによって建設され開局された放送局。
2. 1 2  NBCとウェスティングハウス・ブロードキャスティング（英語版）/CBSの間の1995年の取引の影響を受けた放送局を示す。
3. ↑    - ニューハンプシャー州メリマックにあるテレムンド直営局（英語版）のWNEU（英語版）のデジタルサブチャンネルでの同時放送。
  - PBSメンバー局・WGBX-TV（英語版）ボストン周波数のゲスト。ニューハンプシャー州ナシュアにライセンス供与。
4. ↑  地域のオールニュースケーブルチャンネル。通常、NBCネットワーク番組を放送しない（以下にリストされている他の放送局とは異なる）。
5. ↑  NBC番組はデジタルサブチャンネルで放送されるが、WKAQ-TVは、NBCユニバーサルの企業構造の下で別のテレムンド・ステーション・グループ（英語版）に残る。

### 過去
| 放送地域免許/市場                                                     | 放送局       | チャンネル TV（RF） | 所有年                          | 現在の所有状況                                                                                                  |
| --------------------------------------------------------------------- | ------------ | ------------------- | ------------------------------- | --- |
| アラバマ州バーミンガム                                                | WVTM-TV      | 13（7）             | 1996年 - 2006年                 | ハースト・テレビジョンが所有するNBC提携局                                                                       |
| デンバー                                                              | KCNC-TV      | 4（35）             | 1986年 - 1995年                 | CBS直営局（O&O）                                                                                                |
| ニューヨーク州バッファロー                                            | WBUF-TV      | 17                  | 1955年 - 1958年                 | 西ニューヨーク公共放送協会（Western New York Public Broadcasting Association）が所有するPBSメンバー局・ WNED-TV |
| ノースカロライナ州ゴールズボロ/ローリー/ダーラム                      | WNCN         | 17（8）             | 1996年 - 2006年                 | ネクスター・メディア・グループが所有するCBS提携局                                                               |
| フィラデルフィア                                                      | WPTZ/WRCV-TV | 3（30）             | 1956年 - 1965年                 | CBS直営局（O&O）、KYW-TV                                                                                        |
| クリーブランド                                                        | WNBK/WKYC-TV | 3（19）             | 1948年 - 1956年 1965年 - 1990年 | テグナが所有するNBC提携局 （スタンダード・ゼネラルへの売却は保留中）                                            |
| オハイオ州コロンバス                                                  | WCMH-TV      | 4（14）             | 1996年 - 2006年                 | ネクスター・メディア・グループが所有するNBC提携局                                                               |
| ロードアイランド州プロビデンス/マサチューセッツ州ニューベッドフォード | WJAR         | 10（25）            | 1996年 - 2006年                 | シンクレア・ブロードキャスト・グループが所有するNBC提携局                                                       |
| ソルトレイクシティ                                                    | KUTV         | 2（34）             | 1994年 - 1995年                 | シンクレア・ブロードキャスト・グループが所有するCBS提携局                                                       |

1. 1 2  NBCとウェスティングハウス・ブロードキャスティング（英語版）/CBSの間の1995年の取引の影響を受けた放送局を示す。
2. 1 2 3  1996年にNBCに売却される前にジ・アウトレット・カンパニー（英語版）が所有していた放送局を示す。
3. ↑  NBCによって構築及び開局された放送局を示す。
4. ↑  NBCは、1990年にWKYC-TVの支配権（51％）をマルチメディア（英語版）に売却した。マルチメディアは1995年にガネット・カンパニー（テグナの前身）によって完全に購入された。ガネットは2001年にNBCの残りの株式（36%）を購入した。

## 番組
NBC直営局シンジケートサービス（2020年9月現在）には、『エレンの部屋』、『ケリー・クラークソン・ショー』、『アクセス・ハリウッド』（午後・拡大版を含む）があり、後者の2番組はNBCユニバーサル・シンジケーション・スタジオによって配信されている。一部の放送局でのその他のシンジケートサービスには、KNTVとWBTS-CDで放送される『レイチェル・レイ』、KNSDで放送される『ホイール・オブ・フォーチュン』、『ジェパディ!』などがある。

## ステーション・ベンチャー・ホールディングス
ステーション・ベンチャー・ホールディングス有限責任会社（Station Venture Holdings, LLC）は、NBCとLINテレビジョン・コーポレーションの間のベンチャーで、NBC系列の2つのテレビ局（KNSD・KXAS-TV）を運営するステーション・ベンチャー・ホールディングス有限責任組合員（Station Venture Operations, LP）が含まれていた。NBCがベンチャーの過半数の株式を保有しているため、JVにあるこれらの放送局は、所有および運営されている放送局と見なされていた。WBTS-LD（現：WYCN-LD）は、2016年11月に、同局のライセンシーとしてこのベンチャーに追加された。

### 歴史
このベンチャーは、LINがKXASの支配権をNBCに売却した1997年に始まり、NBCは結果として生じるパートナーシップにKNSDを寄付した。パートナーシップにおけるこれらの支配権のおかげで、NBCは両方の放送局の運営管理を引き受けた。2013年2月、LINは企業再編の一環としてNBCユニバーサルとのステーション・ベンチャー・ホールディングスの合弁事業から撤退し、NBCにKXASとKNSDの100％の所有権を与えた。LINはNBCに約1億ドルを支払い、取引を許可した。同局は、WYCN-LDと共に、FCCライセンスの目的でこの名前のままである。